# Albion (Oklahoma)
Albion è una città della Contea di Pushmahata, in Oklahoma. La popolazione al censimento del 2000 era di 143 persone residenti.

## Storia
Situata nella contea nord-orientale di Pushmataha, Albion si trova sulla U.S. Highway 271, a circa due miglia a sud del confine della contea di Pushmataha-Latimer. L'area era originariamente nella nazione Choctaw, territorio indiano. Un ufficio postale fu fondato lì il 6 dicembre 1887. La ferrovia di St. Louis e San Francisco costruì una linea attraverso l'area nel 1886-87. Durante gli anni ottanta dell'Ottocento gli Shine Brothers gestivano una segheria. Altre prime attività includevano la Jerome Clayton Lumber Company e la Albion Mercantile. Quando la città fu fondata e incorporata nel 1906, John T. Bailey la chiamò Albion, che è un'antica parola romana per indicare l'Inghilterra. In quell'anno l'Unione degli agricoltori costruì una sgranatrice.
La città serviva una regione agricola che produceva cotone e fieno, oltre a bovini, pecore e tacchini. Nel 1911 l'Oklahoma State Gazetteer and Business Directory di RL Polk stimò la popolazione di Albion a trecento. A quel tempo una banca, un albergo, tre empori, una livrea, un fabbro, un calzolaio e una pasticceria costituivano il quartiere degli affari. E. E. Lenhart pubblicò il giornale Albion Advocate. LA Reynolds possedeva l'hotel e serviva come direttore delle poste. Le prime chiese includevano metodista, battista e Chiesa di Cristo. Una popolazione di 301 abitanti nel 1920 scese a un minimo di 161 nel 1960 e 88 nel 1990.
Intorno al 1913 Mato Kosyk (1853-1940), un ministro luterano immigrato negli Stati Uniti da Werben, Bassa Lusazia, Germania dell'Est, nel 1883, si ritirò in una fattoria vicino ad Albion. Poeta, è considerato uno dei tre grandi scrittori sorabo (una lingua slava). Pertanto, gli europei hanno riconosciuto il suo centocinquantesimo compleanno nel 2003.
All'inizio del ventunesimo secolo Albion, con 143 residenti, fungeva da comunità "dormitorio". La popolazione è scesa a 106 nel censimento del 2010. La scuola di Albion forniva istruzione dalla scuola materna fino alla terza media. Gli studenti delle scuole superiori frequentavano le scuole di Clayton. L'Albion State Bank (NR 79002024) e la Mato Kosyk House (NR 79002025) sono state elencate nel Registro nazionale dei luoghi storici. Nell'aprile 2020 il censimento riportava 220 residenti.